# Синау, Валерий Николаевич
Вале́рий Никола́евич Сина́у (10 сентября 1944, РСФСР — 18 марта 2023, Ростов-на-Дону) — футболист, защитник; тренер. С 2011 года — тренер-селекционер ФК «Ростов». Мастер спорта, Заслуженный тренер РСФСР.

## Карьера

### Игровая
Воспитанник ростовского клуба «Трудовые резервы», Валерий Синау начал карьеру в «Ростсельмаше» в 1963 году, где молодому защитнику доверял главный тренер Валентин Хахонов. В 1965 году был приглашён в СКА (Ростов-на-Дону), однако за два сезона не сыграл ни одного матча.
Валерий Синау дебютировал в первой группе класса «А» 2 апреля 1967 года, выйдя на поле в составе ворошиловградской «Зари» в матче против московского «Спартака». За два сезона в «Заре» Синау провёл 36 матчей. В 1969 году вернулся в Ростов-на-Дону и провёл 27 матчей за СКА.
Затем в карьере Валерия были «Машук» Пятигорск, «Автомобилист» Нальчик и приглашение в московский «Локомотив», заиграть в котором ему так и не удалось. В 1974 году Синау возвращается, в переживающий не самые лучшие времена, «Ростсельмаш», где и завершает карьеру футболиста.
Скончался 18 марта 2023 года в Ростове-на-Дону на 78-м году жизни.

### Тренерская
В начале июля 2007 года сменил Сергея Андреева в должности главного тренера красносулинской «Ники» и в октябре вывел её во второй дивизион, после чего покинул клуб.

## Образование
Выпускник факультета физвоспитания Ростовского пединститута.

## Тренерская статистика
| Сезон | Команда            | Турнир                     | Место   | И  | В  | Н  | П  | М     | О  |
| ----- | ------------------ | -------------------------- | ------- | -- | -- | -- | -- | ----- | -- |
| 1978  | «Спартак» Орёл     | Вторая лига (3-я зона)     | 14 (24) | 46 | 17 | 10 | 19 | 55−60 | 44 |
| 1979  | «Спартак» Орёл     | Вторая лига (3-я зона)     | 5 (25)  | 48 | 24 | 9  | 15 | 82−63 | 57 |
| 1980  | «Торпедо» Тольятти | Вторая лига (2-я зона)     | 1 (18)  | 34 | 21 | 10 | 3  | 59−22 | 52 |
| 1981  | «Торпедо» Тольятти | Вторая лига (2-я зона)     | 8 (17)  | 32 | 13 | 7  | 12 | 50−52 | 33 |
| 1985  | «Ростсельмаш»      | Вторая лига (3-я зона)     | 1 (16)  | 30 | 20 | 9  | 1  | 61−26 | 49 |
| 1986  | «Ростсельмаш»      | Первая лига                | 7 (24)  | 46 | 21 | 10 | 15 | 86−69 | 52 |
| 1994  | СКА Р/Д            | Третья лига (2-я зона)     | 2 (17)  | 32 | 20 | 4  | 8  | 44-26 | 44 |
| 1995  | СКА Р/Д            | Вторая лига (зона «Запад») | 17 (22) | 42 | 12 | 8  | 22 | 42-81 | 44 |
| 1997  | Кубань Краснодар   | Первая лига                | 16 (22) | 15 | 5  | 6  | 4  | 20-17 | 21 |
| 2001  | «Локомотив» НН     | Первый дивизион            | 17 (22) | 26 | 8  | 2  | 16 | 23-51 | 26 |

1. ↑  Валерий Синау возглавил команду в ходе сезона 27 августа 1997. В столбце «Место» указано итоговое место, занятое «Кубанью» в чемпионате, в столбцах — «И», «В», «Н», «П», «М» приведены только матчи проведённые командой под руководством Синау.
2. ↑  Валерий Синау возглавил команду в ходе сезона 16 мая 2001. В столбце «Место» указано итоговое место, занятое «Локомотивом» в чемпионате, в столбцах — «И», «В», «Н», «П», «М» приведены только матчи проведённые командой под руководством Синау.

## Достижения

### В качестве игрока
«Ростсельмаш»
- Чемпион РСФСР: 1964

### В качестве тренера
«Торпедо» (Тольятти)
- Обладатель Кубка РСФСР: 1980

«Ника» (Красный Сулин)
- Победитель Любительской футбольной лиги: 2007 (зона «ЮФО»)